# Liste der Bischöfe von Nancy-Toul

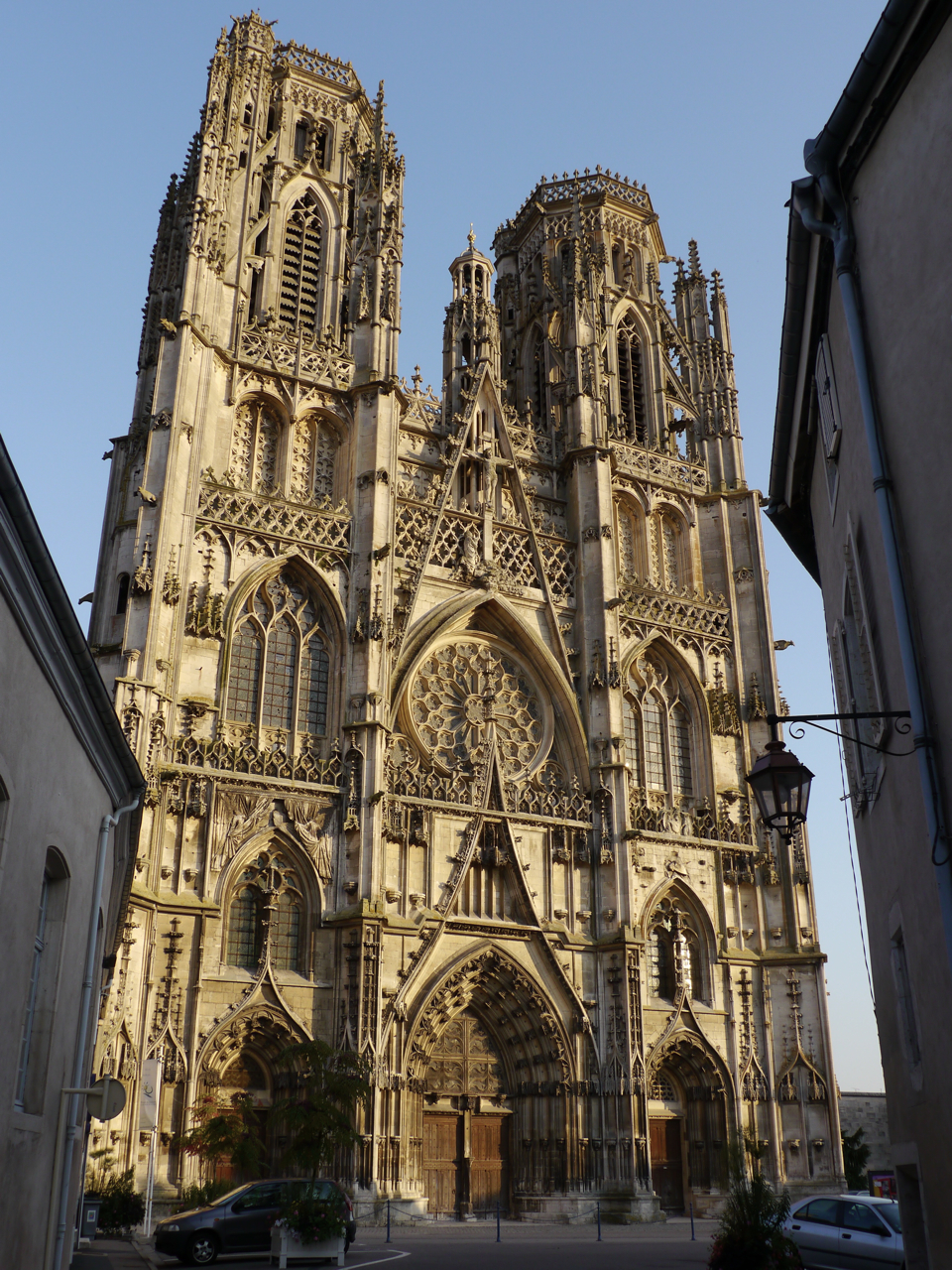
Kathedrale von Toul

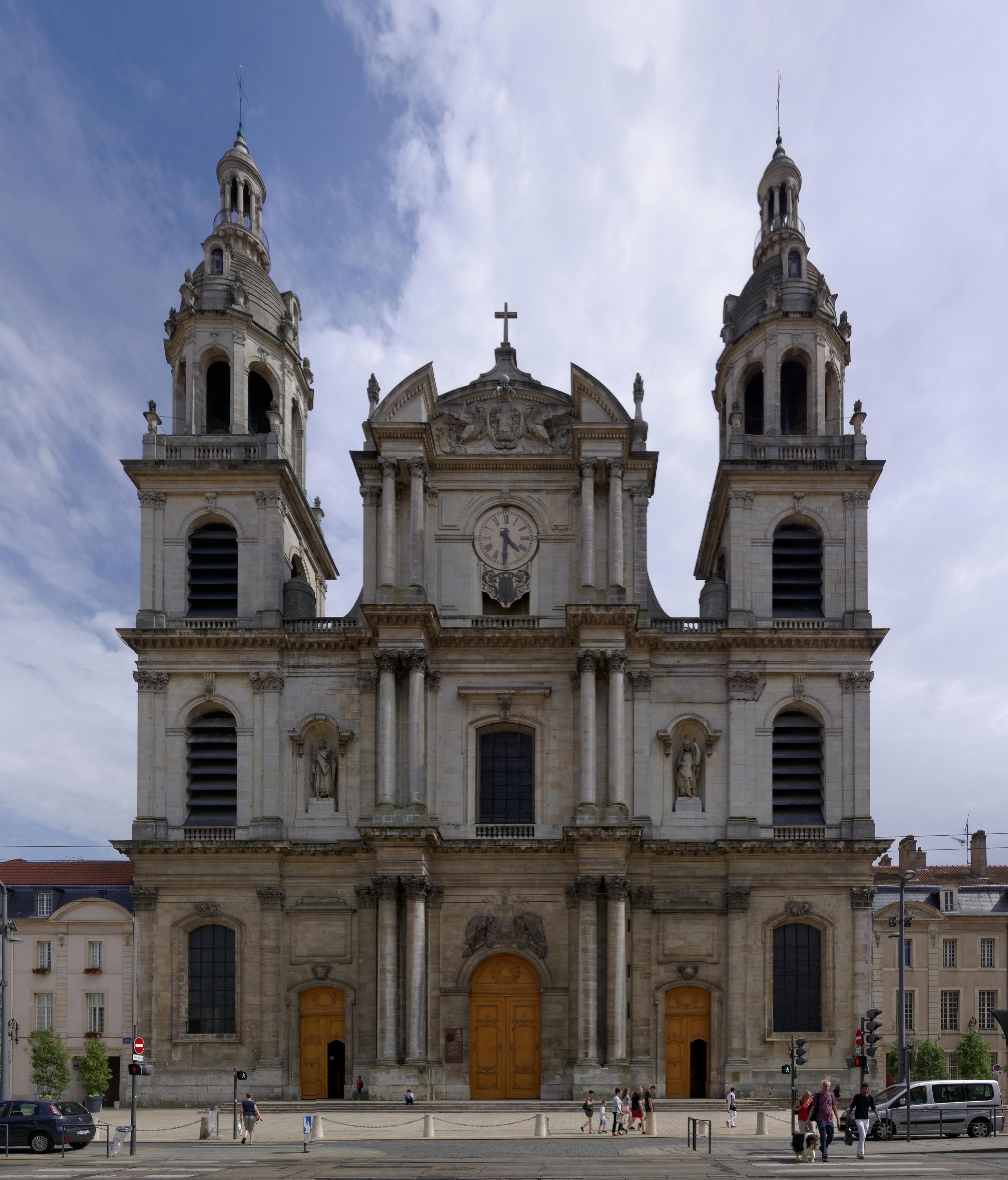
Kathedrale von Nancy

Die folgenden Personen waren Bischöfe von Nancy und Toul (Bistum Nancy-Toul):
- Louis-Apolinaire de La Tour du Pin-Montauban (1777–1783) (später Erzbischof von Auch)
- François de Fontages (1783–1787) (später Erzbischof von Bourges)
- Anne-Louis-Henri de La Fare (1787–1816) (trat zurück, später Erzbischof von Sens)
- Antoine-Eustache d’Osmond (1802–1823)
- Charles-Auguste-Marie-Joseph de Forbin-Janson (1823–1844)
- Alexis-Basile-Alexandre Menjaud (1844–1859) (später Erzbischof von Bourges)
- Georges Darboy (1859–1863) (später Erzbischof von Paris)
- Charles Martial Lavigerie (1863–1867) (später Erzbischof von Algier)
- Joseph Alfred Foulon (1867–1882) (später Erzbischof von Besançon)
- Charles-François Turinaz (1882–1918)
- Charles Joseph Eugène Ruch (1918–1919) (später Bischof von Straßburg)
- Hippolyte-Marie de La Celle (1919–1930)
- Etienne-Joseph Hurault (1930–1934)
- Marcel Fleury (1934–1949)
- Marc-Armand Lallier (1949–1956) (später Erzbischof von Marseille)
- Emile-Charles-Raymond Pirolley (1957–1971)
- Jean Albert Marie Auguste Bernard (1972–1991)
- Jean-Paul Maurice Jaeger (1991–1998) (später Bischof von Arras, Boulogne und Saint-Omer)
- Jean-Louis Papin (1999–2023)
- Pierre-Yves Michel (seit 2023)

Zuvor waren die Bischöfe nur Bischöfe von Toul.